# چارلز فردریک کیتلی
چارلز فردریک کیتلی (انگلیسی: Charles Keightley; ۲۴ ژوئن ۱۹۰۱ – ۱۷ ژوئن ۱۹۷۴) ژنرال نیروی زمینی بریتانیا بود.
کیتلی افسر ارشد ارتش بریتانیا بود که در طول جنگ جهانی دوم و پس از آن خدمت کرد. پس از خدمت برجسته در طول جنگ جهانی دوم که در سال ۱۹۴۴ به جوان‌ترین فرمانده سپاه در ارتش بریتانیا تبدیل شد، دوران حرفه‌ای برجسته‌ای پس از جنگ داشت و از سال ۱۹۵۸ تا ۱۹۶۲ فرماندار جبل الطارق بود.
از زمان مرگ کیتلی، بررسی‌های زیادی در مورد روش‌هایی که او در سال ۱۹۴۵ برای فرستادن هزاران قزاق و روس سفید به کام مرگ به دست استالین به کار گرفت، انجام شده است.